# Klaas van Egmond

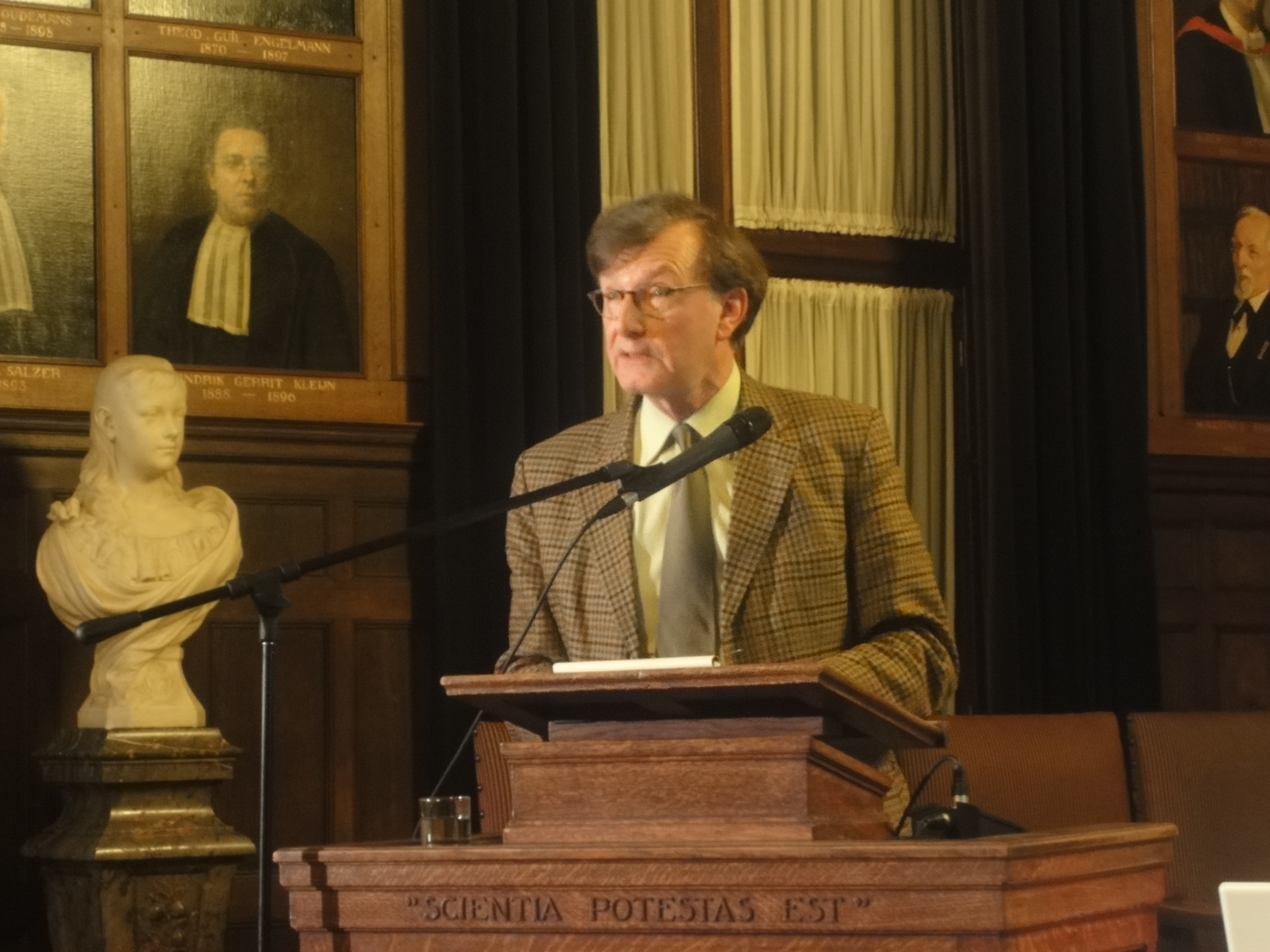
Bij Studium Generale van de Universiteit Utrecht, 2012

Klaas van Egmond (1946) is een Nederlandse hoogleraar in de geowetenschappen. Van Egmond groeide op aan de rand van Leiden waar zijn vader een bloemenkwekerij had. Hij studeerde levensmiddelentechnologie in Wageningen en werd milieuonderzoeker.

## Leven en werk
Van Egmond trad na zijn studie aan de Landbouwuniversiteit Wageningen in 1972 in dienst bij het Rijksinstituut voor Volksgezondheid en Milieu (RIVM). Hij was hier in meerdere functies werkzaam en gaf leiding aan het onderzoek naar luchtvervuiling en aan bodem- en grondwateronderzoek in Nederland. In 1989 werd hij directeur Milieu van het RIVM. Na de verzelfstandiging van dit onderdeel werd hij de eerste directeur van het nieuwe Milieu- en Natuurplanbureau (MNP), dat in 2008 fuseerde met het Ruimtelijk Planbureau tot het Planbureau voor de Leefomgeving.
In 1995 werd Van Egmond benoemd tot bijzonder hoogleraar Milieukunde aan de Universiteit Utrecht. In 2006 hield hij de jaarlijkse Erasmuslezing met als titel Europa, Erasmus en de duurzame wereld. Sinds 2008 is hij faculteitshoogleraar bij de faculteit Geowetenschappen van deze universiteit met als opdracht Milieukunde, in het bijzonder veranderingen in aardse systemen. Vanaf 2009 is hij tevens adviseur van de Triodos Bank op het gebied van duurzaamheid. In 2011 was hij medeoprichter aan de Universiteit Utrecht van het Sustainable Finance Lab.

## Parapsychologie
Naast zijn reguliere wetenschappelijke werk, houdt Van Egmond zich ook bezig met parapsychologie en grenswetenschap. Zo was hij intensief betrokken bij onderzoek naar graancirkels, verdedigde het ufo-geloof van Coen Vermeeren, en deed samen met Hans Gerding, directeur van het Parapsychologisch Instituut, hersenonderzoek bij het zelfverklaarde medium Robbert van den Broeke.